# 今野道博
今野 道博（こんの みちひろ、1962年 - ）は、日本人犬ぞりマッシャー。北海道出身。
ネイチャーガイド、ハイキングガイド、オーロラガイド、犬ぞりレーサーとして、アラスカで生活。
世界4大犬ぞりレースでアジア人として初めて優勝という快挙を達成した人物である。その功績が称えられ、アラスカ州議会から表彰（日本人では、フランク安田、植村直己に続いて史上3人目の受賞）、そしてアメリカ永住権を与えられ（スポーツにおいての永住権獲得は日本人として2人目と言われている）、2000年より犬ぞりの本場アラスカにて生活をしながら犬ぞり競技に励む。

## 略歴
- 1997年、世界4大犬ぞりレースの1つ、北米世界選手権大会（ONAC）で6位入賞。ルーキーオブザイヤー受賞。
- 1998年、北米世界選手権大会（ONAC）で優勝。 アメリカ大陸（アメリカ、カナダ）以外の国で初の快挙。
- 2000年、ファーランデブー世界選手権大会9位。
- 2018年、長距離レース、KNIK200で13位。COOPER BASIN300で10位。WILLOW300で7位。

- 2018年3月、世界最長、アイディタロッド犬ぞり国際長距離レース（1688キロ）に出場。23位入賞。過去も含め、欧米人以外では最上位。
- 2019年3月、アイディタロッド犬ぞり国際長距離レース出場。25位入賞。